# Ignácio Porro

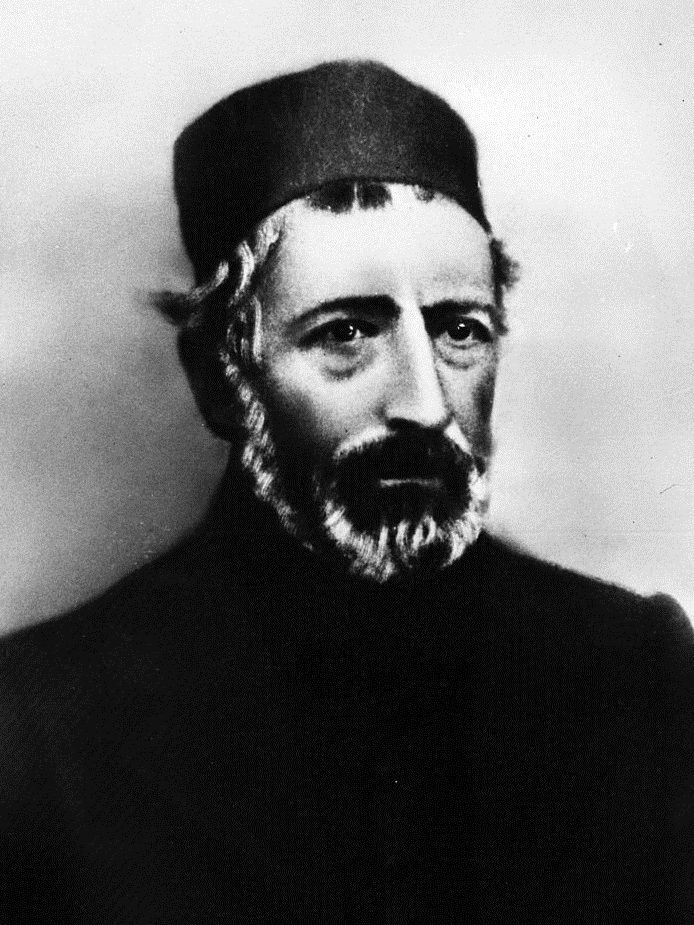
Ignazio Porro

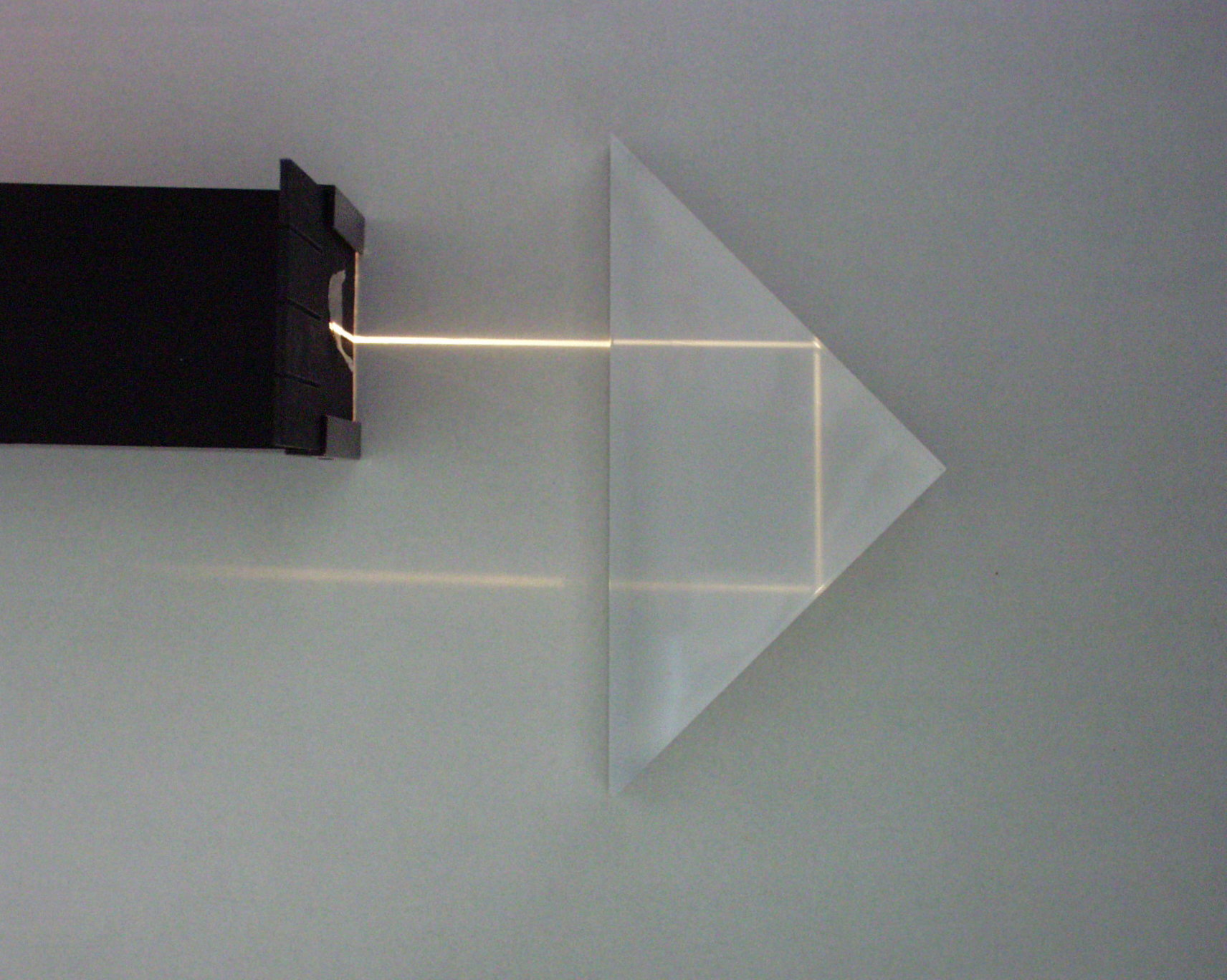
Reflexão integral dentro do prisma de Porro.

Ignazio Porro (25 de Novembro de 1801 - 8 de Outubro de 1875) foi um inventor italiano de instrumentos ópticos.
Ele é conhecido pela invenção do taquímetro auto-redutor, na construção do prisma de Porro (aplicado em binóculos) e no desenvolvimento do teodólito.